# It's My Life (Alexandra Stan)
It's My Life è un singolo della cantante rumena Alexandra Stan, pubblicato il 16 dicembre 2022 via Universal Music Romania, come singolo estratto dal quinto album in studio Rainbows.
Il brano è stato scritto e composto da Corneliu Constantin DoniciHirt, Angelica Laurentiu Duta, Radu Bolfea e Sergiu Calin Buta.
Il 16 dicembre 2022 il brano è stato inviato alle radio romene come singolo estratto dall'album.